# Bedste sendetid
|  | Denne artikel handler et tv-begreb. For onlinespillet, se Primetime. |
 Denne artikel omhandler overvejende eller alene danske forhold. Hjælp gerne med at gøre artiklen mere almen.
Bedste sendetid eller prime time er en betegnelse for den for tv-kanalerne vigtigste sendetid mellem ca. kl. 20 og 22. Tidsrummet er særligt attraktivt for de kommercielle kanaler, idet gruppen af købestærke forbrugere i høj grad ser tv i aftentimerne[kilde mangler].
Prime time-begrebet kommer fra USA, men ses også tydeligt i Storbritannien og Tyskland.

## Prime time i Danmark
Herhjemme ses det også tydeligt, at tv-stationerne sender de mest attraktive programmer i dette tidsrum. Man vil således så godt som aldrig kunne opleve, at nyere dansk dramatik sendes udenfor dette tidsrum. Serier som Krøniken, Nikolaj & Julie, TAXA blev alle sendt søndage kl. 20 også Spise med Price er blevet sendt kl. 20, hvor omkring en million danskere sidder foran tv-skærmen.[kilde mangler]
For DR1's vedkommende er prime time søndag-fredag bygget op omkring et eller to programmer mellem 20 og 21 efterfulgt af en nyhedstime med TV Avisen, magasinprogrammer og sportsnyheder frem til kl. 22, mens TV 2's aftenflade mandag-torsdag fylder begge timer mellem 20 og 22. DR2's aftenflade varer til 22.30, hvor nyhedsprogrammet Deadline går på.